# ويندي وليامز (غطاسة)
ويندي وليامز (بالإنجليزية: Wendy Williams) هي غطاسة أمريكية، ولدت في 14 يونيو 1967 في سانت لويس في الولايات المتحدة.

## وصلات خارجية
- ويندي وليامز على موقع الاتحاد الدولي للسباحة (الإنجليزية)
- ويندي وليامز على موقع اللجنة الأولمبية الدولية (الإنجليزية)
- ويندي وليامز على موقع أوليمبيديا (الإنجليزية)